# 래리 라우든
래리 라우든(Larry Laudan, 1941년 10월 16일 ~ )은 미국의 현대 인식론, 과학철학자이다. 경험주의, 실재론, 상대주의적 전통들을 모두 비판하고, 과학을 통속적 도전에 맞서는 특권적이고 진보적인 행위라는 관점을 옹호한다. 라우든의 "연구 전통"에 관한 철학적 관점은 러커토시 임레의 "연구 프로그램"의 주요 대안으로 여겨지고 있다.